# ITunes
iTunes je naziv programa za organiziranje i puštanje medijskih datoteka kojeg je razvila američka tvrtka Apple Computer i izbacila na tržište 2001. godine. Ovaj program se također koristi za sinkroniziranje Appleovih medijskih uređaja iPhonea, iPoda i iPada te za online kupnju medijskih datoteka na iTunes Music Store.

## Vanjske poveznice
Službena stranica